# Diamante do Sul
Diamante do Sul là một đô thị thuộc bang Paraná, Brasil. Đô thị này có diện tích 359,945 km², dân số năm 2007 là 3782 người, mật độ 8,4 người/km².